# قبيلة يام
قبيلة يام أو يام همدان هي قبيلة حاشدية همدانية سبئية يتواجد معظم أفرادها في منطقة نجران وشمال اليمن. ذكرت في نقوش المسند تنسب إلى يام ابن أصبا بن دافع بن مالك بن جشم بن حاشد بن جبران بن نوف بن همدان بن مالك بن زيد بن أوثلة بن ربيعة بن الخيار بن مالك بن زيد بن كهلان من سبأ.
يجاور يام من الجهة الجنوبية قبيلة وائلة من جهة الجبال، وقبيلة دهم من جهة النفع والرمال، وكلا القبيلتين من همدان. وأما من الجزء الغربي الجنوبي، فتحدها قبيلة وادعة من همدان ومقرها ظهران الجنوب، وتحد قبيلة يام من جهة الغرب إلى الشمال قبيلة قحطان، وقبيلة الدواسر من الشمال الشرقي.
وتعدّ من أكبر قبائل همدان في منطقة نجران وأقصى شمال اليمن والربع الخالي، كما تتواجد في الإمارات العربية المتحدة، وقطر، والبحرين.
كانت تدعى في الإسلام «يام القرى».

## فروع قبيلة يام

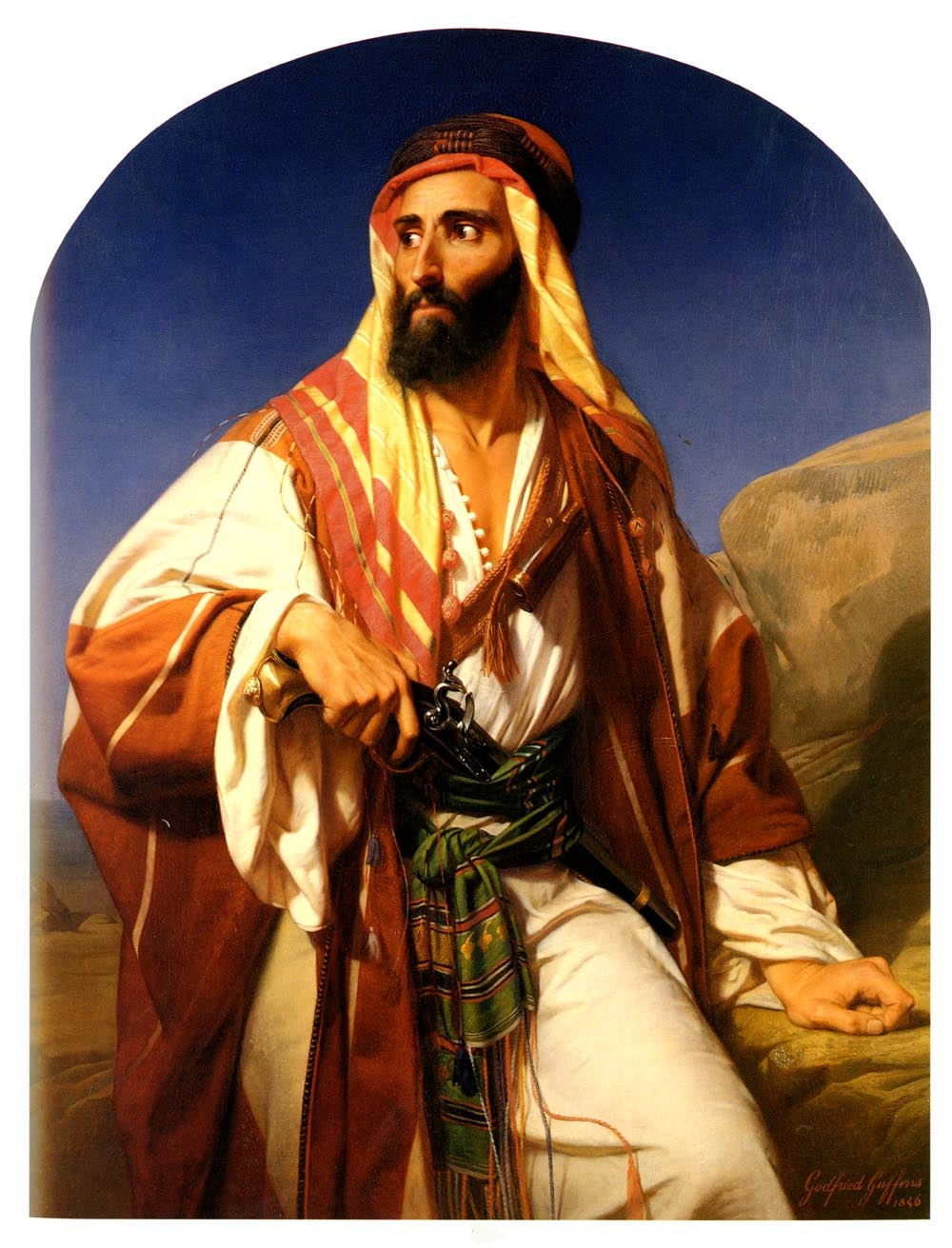
لوحة زيتيه رسمها الفنان قودفريد جوفينز للشيخ راشد أبو قبا آل بحيح المري اليامي.

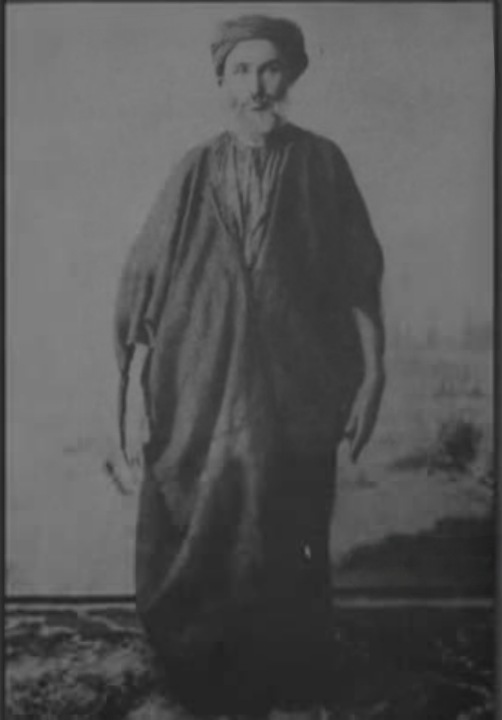
صوره للشيخ راكان بن حثلين العجمي اليامي من كبار شيوخ وفرسان قبيلة العجمان من يام.

تنقسم قبيلة يام إلى قسمين كبيرين هما:
1. جشم: وشيخ جشم هو ابن منيف، [4] ومن جشم قبيلة آل مرة، وتنقسم جشم إلى 3 أقسام هي:
  1. آل هندي
  2. بني سلمان
  3. الصقور
2. مذكر: ومن آل فاطمة من مذكر قبيلة الوعلة وقبيلة العجمان وقبيلة ال ربوع، وتنقسم مذكر إلى قسمين هما:
  1. مواجد وشيخهم ابن نصيب.[4]
  2. آل فاطمة وشيخهم أبو ساق.[4]

### أقرب القبائل نسباً لقبيلة يام

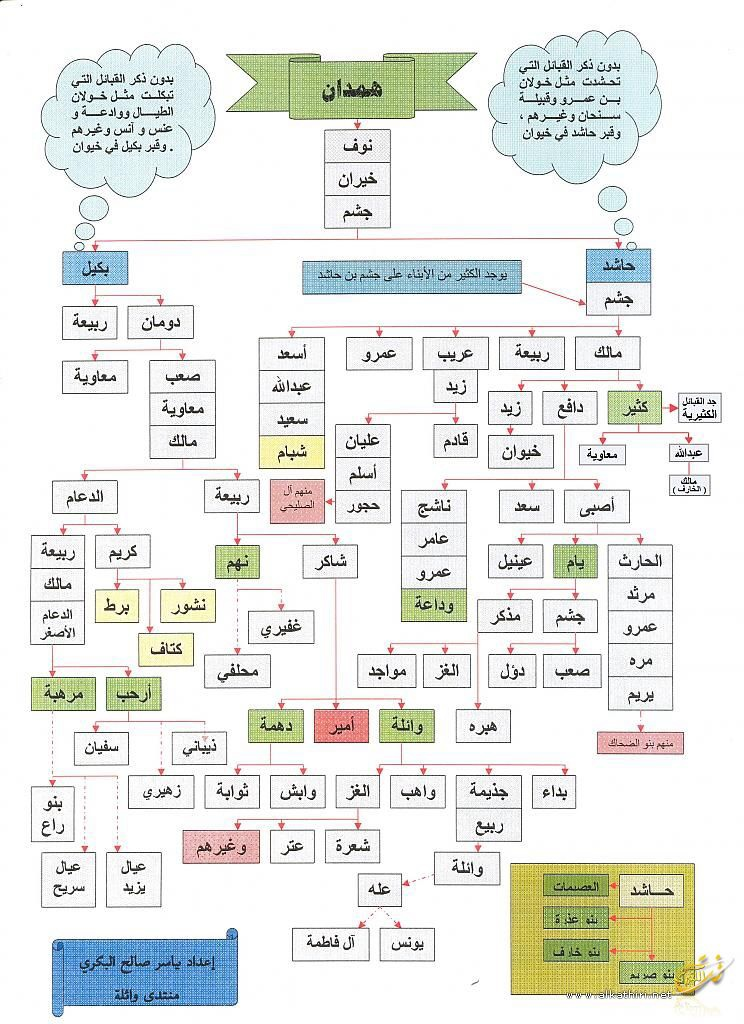
شجرة قبيلة همدان السبئية

أقرب القبائل نسباً لقبيلة يام هي قبائل حاشد وقبائل آل كثير، وقبيلة وداعة، ويليهم قبائل بكيل كقبيلة وائلة وقبيلة دهم، وقبيلة أرحب.

## إسلامهم
بُعث الصحابي خالد بن الوليد يدعوهم إلى الإسلام، وأنفذ معه جماعة من المسلمين فيهم البراء بن عازب فأقام خالد على القوم ستة أشهر يدعوهم، فلم يجبه أحد منهم، وفي ذلك الوقت كانت قبيلة همدان قد قوَت شوكتهم في جنوب الحجاز، خاصة بعد وقعة الردم التي انهزمت فيها قبيلة مراد ومن والأهم من الأزد ومذحج وكنانة، ولم يكن لهم منازع في تلك المناطق الواسعة، فساء ذلك رسول الله صلى الله عليه وسلم فدعا علي بن أبي طالب  وأمره أن يقفل خالدا ومن معه، وكان علي مترددا إزاء الذهاب وقال:«يا رسول الله تبعثني إلى قوم أسن مني، وأنا حدث لا أبصر القضاء» فوضع يده على صدره وقال: «اللهم ثبت لسانه، واهدِ قلبه، يا علي إذا جلس إليك الخصمان فلا تقض بينهما حتى تسمع من الآخر ما سمعت من الأول، فإنك إذا فعلت ذلك تبين لك» وقال له: «إن أراد أحد ممن مع خالد أن يعقب معك فاتركه». قال البراء: فكنت فيمن عقب معه، بلغ القوم الخبر فتجمعوا له، فصلى بنا علي بن أبي طالب  الفجر ثم تقدم بين أيدينا، فحمد الله وأثنى عليه، ثم قرأ على القوم كتاب رسول الله ﷺ فأسلمت قبيلة همدان كلها في يوم واحد، (وكتب بذلك  إلى رسول الله صلى الله عليه وسلم) فلما قرأ كتابه استبشر وابتهج، وخرَّ ساجدا شكرا لله عز وجل ثم رفع رأسه فجلس وقال: «السلام على همدان السلام على همدان».

## حاضرهم

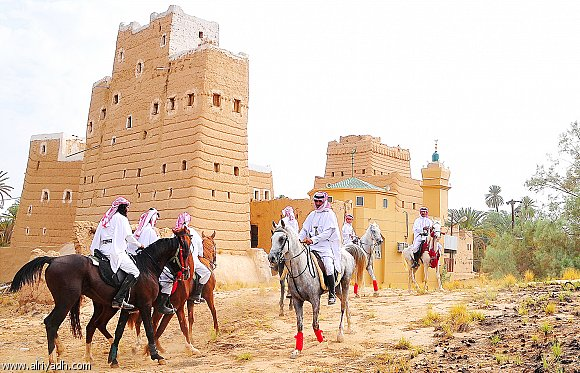
صوره من مدينة نجران القديمة.

حتى فترة قريبة، كانت البداوة والترحال عبر رمال الربع الخالي وسيلة للحياة ليام لكن حاليا معظمهم تخلى عن حياة البداوة ويعيش في المدن حاليا وأماكن تمركزهم في نجران وشمال اليمن وبأعداد أقل في الكويت وقطر.